# 王书鸿
王书鸿（1941年—2014年12月7日），男，浙江绍兴人，中国粒子加速器物理学家，曾任中国科学院高能物理研究所党委副书记、副所长、研究员，中国物理学会理事。